# L.A.V.
『L.A.V.』（エル・エー・ヴイ）は、JFNC制作で毎週月曜～木曜の21:00～21:55に放送されていたJFN系全国ネット番組（※ただし特定の曜日しかネットしない放送局もある）。2003年10月放送開始。2007年3月放送終了。番組名は「Listen（聴く） Access（アクセスする） View（見る）」（リッスン・アクセス・ビュー）を略したもので、インターネットという最先端メディアをフル活用することをコンセプトとしたことが大きな話題となり、ネット局数が少ないとはいえ一躍人気番組となった。
また、この番組はJFNC、TOKYO FM、ニッポン放送の3社が共同運営している地上デジタルラジオ放送チャンネル･Digital Radio 98 The Voiceでのサイマル放送も行っていた。

## 歴代のパーソナリティー
（2003年10月～2004年6月）
- 月:DJ TARO
- 火:AKI
- 水:Tanja Yujiro
- 木:小田靜枝（体調不良のため降板）

（2004年7月～2005年3月）
- 月:DJ TARO
- 火:Tanja Yujiro
- 水:鈴木ダイ （※その後「ミッドナイトランブラー」などのパーソナリティへ）
- 木:AKI （※その後「Good Morning! That's Wakeman Show」の水曜5時台パーソナリティへ）

（2005年4月～2006年9月）
- 月：古本新之輔
- 火：鈴木裕介
- 水：中村豪（やるせなす）
- 木：河辺千恵子

（2006年10月～2007年3月）
- 月：まちゃまちゃ
- 火：古本新之輔
- 水：中村豪
- 木：河辺千恵子

ちなみにまちゃまちゃと中村は後続番組「SCHOOL NINE」のパーソナリティも担当している。担当曜日も同様。

## ネット局別放送曜日
月曜～木曜
- エフエム青森
- Boy-FM
- ふくしまFM
- FM長野
- Radio 80（完全消滅をしていた時期もあり2005年4月に木曜のみ復活し同年10月に月曜～水曜も復活した）
- Kiss-FM KOBE（2005年秋から）
- V-air
- FMY
- JOY FM
- Digital Radio 98 The Voice

特定の曜日のみ
- RADIO BERRY（火曜のみ。木曜はFM群馬で聞くことが出来る。2006年6月まで水曜もネットされていた。関東地方は水曜放送分が未ネットに。）
- FMぐんま（木曜のみ。放送開始時は月曜～水曜もネット）
- FM岡山（月曜～水曜）
- FM香川（月曜・火曜のみ。ただし第2・第3月曜のネットは別番組放送のためなし）
- FM佐賀（2006年10月から、月曜のみ）
- μFM（2007年1月から　月曜のみ。2004年8月までもネットされていた）

以前のネット局
- FM岩手（2003年10月～2005年3月）
- radio CUBE FM三重（自社製作番組を放送する為打ち切りになった）
- e-radio
- FMとやま
- FM‐NIIGATA（2006年3月限定で木曜のみ復活。）
- Air-Radio FM88
- FMK（番組開始～終了時期不明、月曜・火曜のみ）

## 放送時間の短縮
- 2006年6月12日【月曜日】は、21：30～0：10まで、2006FIFAワールドカップF組「日本×オーストラリア」を生放送する関係でL.A.V.の放送時間が21：00～21：30までの30分間だけになった。

## 備考
- 新聞のラジオ欄ではタイトルの後はいつも「メッセージと写真」としか書かれていない場合が多かった。それはゲスト出演が決まっている時も同じ。これはJFNCが番組情報を各ネット局に送っていないことによるものと言われている。
- そもそも、「インターネットをフル活用する」番組の元祖となったのは、同じくJFN制作の『IR3 JAPAN』だった。しかし、「IR3 JAPAN」は2005年3月に放送を終了。よって当番組が「インターネットをフル活用する」唯一の番組であった。

| JFN系列 月曜～木曜21時枠 | JFN系列 月曜～木曜21時枠          | JFN系列 月曜～木曜21時枠              |
| 前番組                   | 番組名                            | 次番組                                |
| ------------------------ | --------------------------------- | ------------------------------------- |
| City Night Law           | L.A.V. （2003年10月 - 2007年3月） | SCHOOL NINE （2007年4月 - 2016年9月） |